# Bussières (Górna Saona)
Bussières – miejscowość i gmina we Francji, w regionie Burgundia-Franche-Comté, w departamencie Górna Saona.
Według danych na rok 1990 gminę zamieszkiwało 305 osób, a gęstość zaludnienia wynosiła 50 osób/km² (wśród 1786 gmin Franche-Comté Bussières plasuje się na 450. miejscu pod względem liczby ludności, natomiast pod względem powierzchni na miejscu 718.).